# Liga Mundial de Voleibol de 2006
La XVII edición de la Liga Mundial de Voleibol se realizó con la participación de 16 selecciones nacionales. La Ronda Intercontinental se llevó a cabo entre el 14 de julio y el 20 de agosto de 2006. La fase final se disputó en Moscú, Rusia, entre el 23 y el 27 de agosto. El título lo consiguió la Selección de voleibol de Brasil.

## Grupos
| Grupo A             | Grupo B   | Grupo C | Grupo D       |
| ------------------- | --------- | ------- | ------------- |
| Serbia y Montenegro | Brasil    | Francia | Bulgaria      |
| Polonia             | Argentina | Rusia   | Cuba          |
| Estados Unidos      | Finlandia | Italia  | Corea del Sur |
| Japón               | Portugal  | China   | Egipto        |